# قانون كندا الميسر
قانون كندا للوصول ( ACA ؛ الفرنسية: Loi canadienne sur l'accessibilité ) هو قانون إمكانية الوصول على مستوى كندا والذي ينطبق على القطاع العام الفيدرالي، والشركات التابعة للتاج ، وجميع المنظمات الخاضعة للتنظيم الفيدرالي،  بناءً على قانون حقوق الإنسان الكندي ، ويركز على حظر التمييز على أساس الإعاقة . 
قدّمت كارلا كالترو مشروع القانون C-81 لقراءته النهائية في 21 حزيران 2019، حيث نال الموافقة الملكية. وهو أول تشريع وطني كندي بشأن إمكانية الوصول يشمل جميع الدوائر الحكومية والوكالات الخاضعة للتنظيم الفيدرالي. وتشمل المنظمات الخاضعة للتنظيم الفيدرالي الصناعات التالية:
- السكك الحديدية، والطائرات، والحافلات بين المقاطعات؛
- المصارف، وشركات التعدين، والسكك الحديدية، وشركات الطيران، والنقل بالشاحنات؛
- التلفزيون والراديو.[3][4][5]

## الخلفية والإعداد
تم تقديم مشروع القانون C-81: قانون لضمان كندا خالية من العوائق، في حزيران 2018 من قبل كارلا كوالترو، التي كانت آنذاك وزيرة الخدمات العامة والمشتريات وإمكانية الوصول، وذلك بعد مشاورات بدأت في تموز 2016 من قبل حكومة كندا مع أكثر من 6000 كندي حول مسألة إمكانية الوصول في البلاد.
تم إنشاء مكتب إمكانية الوصول في الخدمة العامة لإعداد الخدمة العامة لتلبية أو تجاوز متطلبات مشروع القانون C-81، ووضع استراتيجية تنفيذ القانون. وانتهى التفويض في آذار 2021.
أنشأ القانون منظمة تطوير معايير إمكانية الوصول الكندية (التي تُعرف الآن باسم معايير إمكانية الوصول في كندا) في عام 2019 كمؤسسة تابعة للوزارة بهدف وضع معايير لإمكانية الوصول للجهات الخاضعة للتنظيم الفيدرالي والمنظمات الفيدرالية.

## معايير إمكانية الوصول في كندا
تُعد "معايير إمكانية الوصول في كندا" منظمة معتمدة لتطوير المعايير ومسؤولة عن وضع معايير إمكانية الوصول التي سيتم دمجها في اللوائح الفيدرالية الكندية. وتشمل الجهات الخاضعة للتنظيم الفيدرالي والمنظمات الفيدرالية المتأثرة، من بين أمور أخرى، المباني الحكومية، والمصارف، والمحاكم الفيدرالية.
تم إنشاء معايير إمكانية الوصول بموجب قانون إمكانية الوصول في كندا في عام 2019 باعتبارها منظمة تطوير معايير إمكانية الوصول الكندية. وتم تحديد المجالات ذات الأولوية الأولى كما يلي: التوظيف؛ التدابير الطارئة؛ البيئة المبنية بما في ذلك الحدائق والمرافق الترفيهية الخارجية؛ تكنولوجيا المعلومات والاتصالات؛ إمكانية الوصول للسكان الأصليين؛ والاتصالات المتاحة. وتنطبق المعايير على أي منظمة تحكمها "قانون العمل الكندي"، بما في ذلك:
- مجلس الشيوخ.
- مجلس العموم.
- مكتبة البرلمان.
- مكتب مسؤول أخلاقيات مجلس الشيوخ.
- مكتب مفوض تضارب المصالح والأخلاقيات.
- خدمة الحماية البرلمانية.
- ومكتب مسؤول الميزانية البرلمانية.

- حكومة كندا والخدمة العامة الفيدرالية، بما في ذلك الوزارات، والوكالات، والمؤسسات التابعة للتاج
- المحاكم الفيدرالية والهيئات القضائية.
- القوات المسلحة الكندية والشرطة الملكية الكندية، مع مراعاة احتياجات وظيفية معينة.
- الهيئات الخاصة الخاضعة للقانون الفيدرالي، بما في ذلك المنظمات في:
- شبكة النقل الفيدرالية.
- قطاعات البث والاتصالات.
- قطاع المصارف.

## الدور التشريعي
أنشأ قانون إمكانية الوصول في كندا منصب مفوض إمكانية الوصول ورئيس مسؤول إمكانية الوصول. يملك مفوض إمكانية الوصول سلطة فرض غرامات على المنظمات تصل إلى 250,000 دولار عن كل مخالفة.
لدى مفوض إمكانية الوصول صلاحيات واسعة للتحقيق في الشكاوى. وإذا ثبتت الشكوى، يملك سلطة إصدار الأوامر باتخاذ الإجراءات التصحيحية المناسبة ودفع تعويض للمشتكي.

## التفويضات والأهداف
وفقًا لما هو محدد، سيتوجب على القطاع العام بموجب القانون:
- توظيف 5000 موظف جديد من الأشخاص ذوي الإعاقة على مدى خمس سنوات (1000/سنة)؛
- مراجعة أي شيء قد يشكل عائقًا أمام الجمهور أو القطاع العام؛
- إنشاء خطة إمكانية الوصول الأولية بحلول عام واحد بعد التاريخ الذي تحدده اللوائح ؛
- نشر خطة مُحدّثة لإتاحة الوصول، وإخطار مفوض إمكانية الوصول سنويًا بتفاصيل التقدم المُحرز حتى تاريخه. ويجب إتاحة هذه الخطة للأشخاص عند الطلب.
- استشارة الأشخاص ذوي الإعاقة في إعداد خطة إمكانية الوصول الخاصة بها وإدراج طريقة التشاور في التقرير.

في النشرة التوضيحية حول الحكومة المتاحة التي قدّمتها وزارة التوظيف والتنمية الاجتماعية في كندا، تم تسليط الضوء على عدد من البنود الأخرى المتعلقة بالقطاع العام. وربما يكون الأهم بينها هو التزام القطاع العام بتوظيف ألف موظف سنويًا من ذوي الإعاقة على مدى خمس سنوات.
ستستثمر الحكومة 53 مليون دولار على مدى ست سنوات، دعمًا لاستراتيجية جديدة لحكومة كندية متاحة. كما سيتم إنشاء "مركز إمكانية الوصول" لتوفير القيادة والتنسيق والإشراف. وسيتم تطوير تفاصيل هذه الاستراتيجية و"مركز إمكانية الوصول" وإصدارها للجمهور في غضون سنة واحدة من تمرير التشريع.
ستقوم خدمات المشتريات والخدمات العامة في كندا بإنشاء مركز موارد للمشتريات المتاحة. وستُعدل الحكومة سياساتها لضمان أن السلع والخدمات التي يتم شراؤها من قبل حكومة كندا تكون متاحة للجميع.
تتمثل رؤية قانون إمكانية الوصول في كندا في أن تكون الخدمة العامة الأكثر إمكانية وشمولًا في العالم. وتتمثل المبادئ التوجيهية في:
- لا شيء بدوننا: إشراك الأشخاص ذوي الإعاقة في تصميم وتنفيذ الاستراتيجية.
- التعاون: تعمل الوزارات والوكالات بالتعاون مع بعضها البعض، بالإضافة إلى النقابات والمنظمات العامة والخاصة وغير الربحية.
- الاستدامة: تعطي الاستراتيجية الأولوية للإجراءات ذات الأثر طويل الأمد.
- الشفافية: يتم تطوير وتنفيذ الاستراتيجية بطريقة شفافة، وستقوم الدوائر بالإبلاغ بشكل علني وشفاف عن جهودها لإزالة الحواجز.

تشمل الأهداف الخمسة الأكثر إلحاحًا المحددة في القانون:
- تحسين التوظيف والاحتفاظ والترقية للأشخاص ذوي الإعاقة
- تعزيز إمكانية الوصول في البيئة المبنية
- جعل تكنولوجيا المعلومات والاتصالات قابلة للاستخدام من قبل الجميع
- تجهيز موظفي الخدمة العامة لتصميم وتقديم برامج وخدمات متاحة
- بناء خدمة عامة واثقة في إمكانية الوصول

يعترف القانون بـ "لغة الإشارة الأمريكية، ولغة الإشارة الكيبكية، ولغات الإشارة الخاصة بالسكان الأصليين (...) باعتبارها اللغات الأساسية للتواصل مع الأشخاص الصم في كندا." ولا تزال العديد من التفاصيل قيد التطوير.

## التنفيذ
يمثل ممثلو المنظمات الخمس المسؤولة عن تنفيذ قانون إمكانية الوصول في كندا "مجلس وكالات إمكانية الوصول الفيدرالية" إلى جانب مفوض إمكانية الوصول. وتشمل المنظمات الخمس الأساسية:
- وكالة النقل الكندية.
- هيئة البث والاتصالات الكندية.
- المحكمة الكندية لحقوق الإنسان.
- مجلس علاقات العمل والتوظيف في القطاع العام الفيدرالي.
- لجنة حقوق الإنسان الكندية.

تلتزم هذه المنظمات بالعمل معًا، وتنظر إلى إمكانية الوصول باعتبارها حقًا أساسيًا من حقوق الإنسان يجب تحقيقه في جميع أنحاء كندا. 

## أسبوع إمكانية الوصول الوطني
سمّى القانون "أسبوع إمكانية الوصول الوطني" الأسبوع الذي يبدأ من الأحد الأخير في أيّار. وهذا جزء من جهد لتغيير ثقافة القطاع العام، والاحتفاء بالكنديين من ذوي الإعاقة.
التواريخ القادمة لهذا الحدث:
- 2023: من 28 أيّار إلى 3 حزيران
- 2024: من 26 أيّار إلى 1 حزيران
- 2025: من 25 أيّار إلى 31 أيّار

## البدء بالتنفيذ
في الأول من نيسان 2020، دخلت سياسة الخدمات والرقمنة حيز التنفيذ في حكومة كندا.  وقد مكّن هذا كبير مسؤولي المعلومات في كندا من وضع معايير الوصول إلى المعلومات والبيانات على مستوى المؤسسة. وتُرشد المتطلبات والتوجيهات التي يحددها كبير مسؤولي المعلومات نواب الرئيس لضمان تطويرها وتنفيذها. 
يتعيّن على المنظمات التي يشملها قانون إمكانية الوصول بناء خطط لإمكانية الوصول، ودمج أدوات ملاحظات متاحة، وإنشاء تقارير تقدم سنوية لتوثيق التقدم المحرز في هذا المجال.
يمثل وجود تقدم قابل للقياس جزءًا أساسيًا من قانون إمكانية الوصول. وتتحمل مكتب إمكانية الوصول في الخدمة العامة مسؤولية تطوير الاستراتيجية ودعم تنفيذها عبر جميع الوزارات الحكومية.

## انظر ايضاً
- قانون كولومبيا البريطانية الذي يسهل الوصول إليه للتشريعات الإقليمية المقابلة في كولومبيا البريطانية.
- قانون إمكانية الوصول لسكان مانيتوبا للتشريعات الإقليمية المقابلة في مانيتوبا.
- قانون إمكانية الوصول للأشخاص ذوي الإعاقة في أونتاريو لعام 2005 للتشريعات الإقليمية المقابلة في أونتاريو.
- قانون إمكانية الوصول (نيو برونزويك) للتشريعات الإقليمية المقابلة لنيو برونزويك
- قانون إمكانية الوصول (نيوفاوندلاند ولابرادور) للتشريعات الإقليمية المقابلة في نيوفاوندلاند ولابرادور
- قانون إمكانية الوصول (نوفا سكوشا) للتشريعات الإقليمية المقابلة في نوفا سكوشا.
- دعم قانون الأشخاص ذوي الإعاقة (جزيرة الأمير إدوارد) للتشريعات الإقليمية المقابلة في جزيرة الأمير إدوارد.
- قانون لضمان حق الأشخاص ذوي الإعاقة في ممارسة حقوقهم بموجب التشريع الإقليمي المقابل في كيبيك.
- قانون ساسكاتشوان للوصول إلى التشريعات الإقليمية المقابلة في ساسكاتشوان.
- قانون التمييز على أساس الإعاقة للتشريعات المقابلة في المملكة المتحدة.
- قانون الأمريكيين ذوي الإعاقة لعام 1990 للتشريع الفيدرالي الأمريكي المقابل.
- قانون التمييز على أساس الإعاقة لعام 1992 للتشريع الفيدرالي الأسترالي المقابل

## روابط خارجية
- قانون كندا المُيسّر (SC 2019، الفصل 10) - وزارة العدل الكندية
- جعل كندا في متناول الأشخاص ذوي الإعاقة
- يبدو أن قانون إمكانية الوصول المعلق في كندا هو بمثابة وفاء الليبراليين بوعد انتخابي
- قد يصبح مشروع قانون إمكانية الوصول الأول في كندا قانونًا في الشهر المقبل
- نظرة عامة على قوانين إمكانية الوصول في كندا: نظرة على القديم والجديد
- نظرة عامة شاملة على قوانين إمكانية الوصول في كندا
- مراجعة قانون إمكانية الوصول الكندي من قبل مجلس الكنديين ذوي الإعاقة
- قانون كندا الميسرة بلغة واضحة
- لا شيء بدوننا وقانون كندا المُيسّرة بقلم شيري بيرن هابر
- خلف الكواليس: تطوير قانون كندا المُيسّر للأشخاص ذوي الإعاقة – AccessibiliTV
- القانون والسياسة العالمية لليني فاينجولد: كندا